# عبد السلام الصفريوي (جنرال)
عبد السلام عامر الصفريوي هو جنرال مغربي، كان رئيس التجريدة المغربية التي بعثها المغرب إلى هضبة الجولان بالجبهة السورية خلال حرب أكتوبر سنة 1973.

## حرب أكتوبر
في 14 ماي 1973، أي حوالي ستة أشهر قبل إطلاق الرصاصة الأولى لحرب أكتوبر (الجولان)، كان الملك الحسن الثاني، حسم في مشاركة المغرب، واحتضنت الرباط، خلال ذلك اليوم، استعراضا عسكريا للتجريدة المغربية التي ستغادر إلى سوريا، وهو الاستعراض الذي تزامن مع احتفالات الذكرى 17 لتشكيل القوات المسلحة الملكية المغربية، وفيه اختار الملك، باعتباره القائد الأعلى للجيش وأركان الحرب، الجنرال عبد السلام الصفريوي، قائدا عاما للتجريدة المغربية.

### تشريفات وأوسمة
صدر في دمشق يوم السبت 14 شوال عام 1393 هـ، الموافق لـ 9 نوفمبر 1973م، مرسوم رئاسي يمنح لقب بطل الجمهورية العربية السورية، إلى كل من الجنرال عبد السلام الصفريوي قائد التجريدة المغربية، في جبهة الجولان، والكولونيل عبد القادر العلام، وبمقتضى هذا المرسوم السوري، فإن الجنرال الصفريوي، والكولونيل العلام، هما من أول الضباط غير السوريين، اللذين تم منحهما هذا التشريف العسكري، تقديرا لدورهما الحيوي في حرب أكتوبر.
كما وشح الملك الحسن الثاني الجنرال عبد السلام الصفريوي، بالنجم الحربي بتنويه من الجيش.

## روابط خارجية
- شهداء مغاربة منسيون في "الجولان"
- بطاقة معلومات شخصية عن بطل الجمهورية عبد السلام الصفريوي